# Composition d'un panneau de signalisation de direction en France
La composition d’un panneau de signalisation routière de direction en France dépend d’un seul indicateur : la hauteur de composition (Hc) dépendant elle-même de la hauteur de base (Hb), définie en fonction de la vitesse d’approche des véhicules et des conditions d’implantation.
La hauteur du panneau, l’espacement entre les mentions et le bord du panneau, l’espacement entre les mentions ou entre mentions et symboles ou idéogrammes découlent ainsi de cet indicateur selon des règles précises qui ont été définies dans l’instruction interministérielle du 22 mars 1982 relative à la signalisation de direction.
Le présent article n’abordera que les cas les plus courants.

## Gammes de hauteurs de composition Hc
Pour rappel, les différentes gammes de hauteur de composition (en mm) sont les suivantes : 
La gamme de hauteur Hc la plus courante pour les routes bidirectionnelles limitées à 90 km/h est de 100 mm.

## Panneau rectangulaire
L'espacement entre la mention de destination et le bord intérieur du listel du panneau est de 0,5 Hc.

L'espacement entre la mention et la flèche est de Hc.

En présignalisation

Pour une route bidirectionnelle de rase campagne, la hauteur de base est de Hb = 100 mm. La hauteur de composition est ainsi de :
- pour un panneau à fond blanc : Hc = Hb, soit Hc = 100 mm
- pour un panneau à fond foncé : Hc = Hc + 1, soit Hc = 125 mm.

L'application de la règle ci-dessus donne donc :

Panneau à fond blanc
Panneau à fond vert

Il convient de noter que la flèche ne s'inscrit pas dans un carré, mais dans un rectangle de côtés 1,5 Hc et 2 Hc. Ainsi lorsque la flèche est verticale, la distance entre la mention et les bords horizontaux du panneau est portée de 0,5 Hc à Hc.

## Panneau à pointe de flèche
Les règles ci-dessus s'appliquent avec la précision que, côté pointe de flèche, l'espacement est compté entre l’arête extérieure du dernier caractère de la mention et le début de la pointe de flèche.

### Panneau D21a avec distances
L'espacement entre la mention et la valeur de la distance est de 2 Hc minimum.

En position

L'application de la règle ci-dessus donne donc, dans le cas le plus courant :

Panneau à fond blanc
Panneau à fond vert

### Panneau D21b sans distances
Les mêmes règles que précédemment s'appliquent, sans la prise en compte des règles liées aux distances.

En position

## Panneau avec symbole
Les règles précédentes continuent à s'appliquer en prenant en compte la contrainte liée au symbole qui s'inscrit dans un carré de côté 2,5 Hc.
Le symbole est par ailleurs toujours placé au talon du panneau.

Panneau à fond bleu

Panneau D21b avec symbole SI7

Panneau D21b avec symbole SC1b

## Panneau avec idéogramme

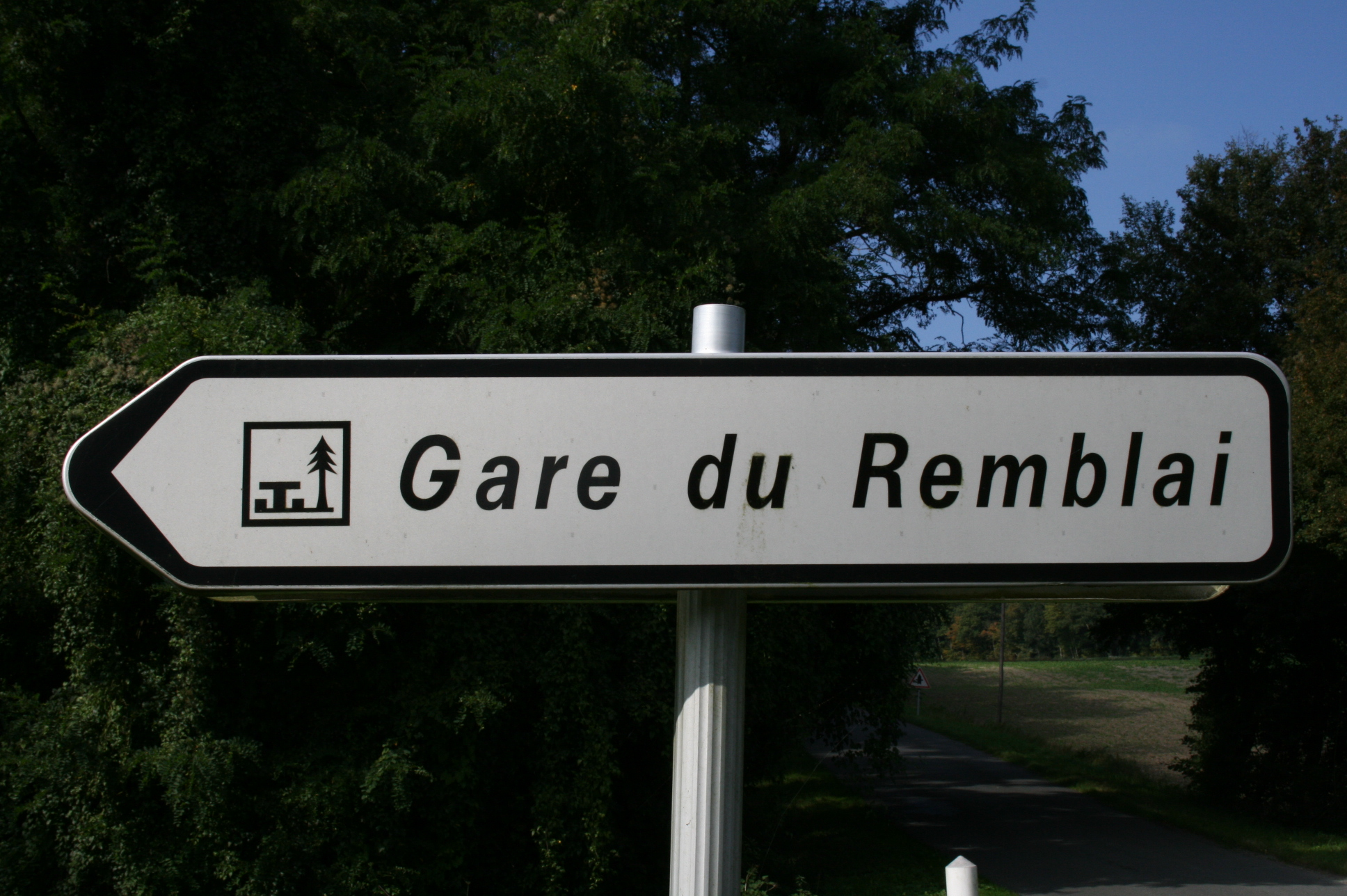
Panneau directionnel D21b avec idéogramme ID11

Un idéogramme est toujours associé à une mention. Il est toujours placé à gauche de la mention. Les règles dimensionnelles sont similaires à celles des panneaux avec symboles. La différence porte sur le fait que l'idéogramme s'inscrit dans un carré de 1,5 Hc de côté et non 2,5 Hc comme les symboles.

## Sources
- Instruction interministérielle du 22 mars 1982 relative à la signalisation de direction.(abrogée)

Les caractéristiques dimensionnelles et de composition des panneaux routiers de signalisation directionnelle, sont définis dans la 5e partie de l'Instruction Interministérielle relative à la Signalisation Routière (IISR) depuis sa version consolidée de juin 2012
- Norme NF P 98-532-4 -  Catalogues des décors des panneaux de signalisation et des panonceaux - Partie 4 : Caractéristiques typologiques des panneaux directionnels. Juin 1991